# Unia Oświęcim
Replast Unia Oświęcim ist ein Eishockeyclub aus Oświęcim, Polen, der an der höchsten Spielklasse des Landes, der Ekstraliga, teilnimmt.

## Geschichte
Der Club wurde 1946 gegründet. Zwischen 1957 und 1999 hieß der Club KS Unia Oświęcim, bevor er in Dwory S.S.A. Unia Oświęcim umbenannt wurde. Zwischen 2006 und 2009 firmierte der Club unter Towarzystwo Hokejowe Unia Oświęcim, bevor er aufgrund eines Namenssponsors erneut in Aksam Unia Oświęcim umbenannt wurde.
Zwischen 1987 und 2008 spielte die erste Mannschaft des Vereins ununterbrochen in der höchsten Spielklasse Polens und konnte dabei sieben Mal in Serie polnischer Meister werden. 2008 stieg der Club in die zweite Spielklasse, die I liga, ab und schaffte ein Jahr später als Meister dieser Liga den direkten Wiederaufstieg.
Die zweite Mannschaft des Klubs spielt derzeit in der I liga.

## Heimspielstätte
Die Eishalle MOSiR (polnisch: Hala Lodowa MOSiR) in Oświęcim fasst bis zu 3.500 Zuschauer, davon 3.450 Sitzplätze und 50 VIP-Plätze. Sie wurde 1968 erbaut.

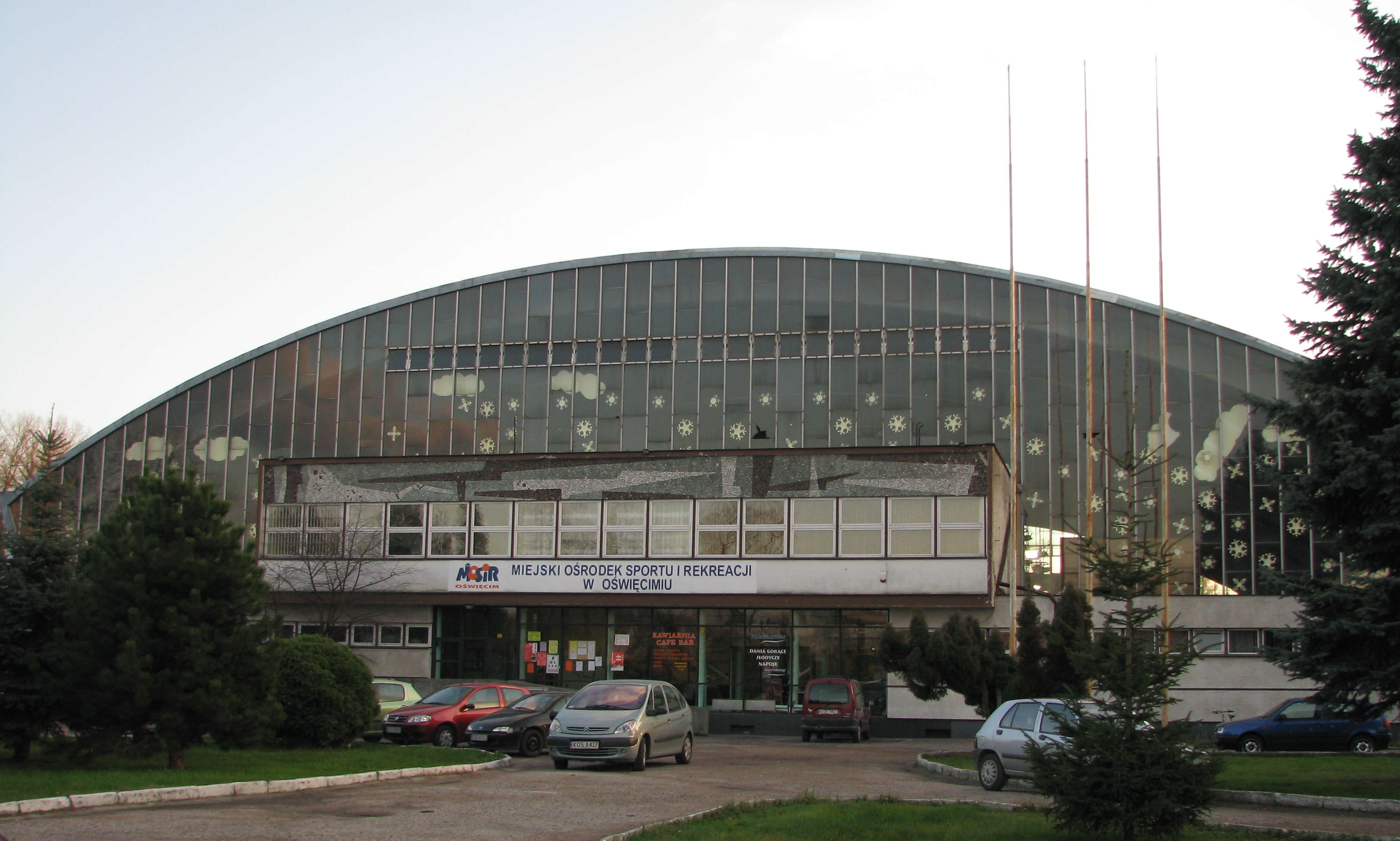
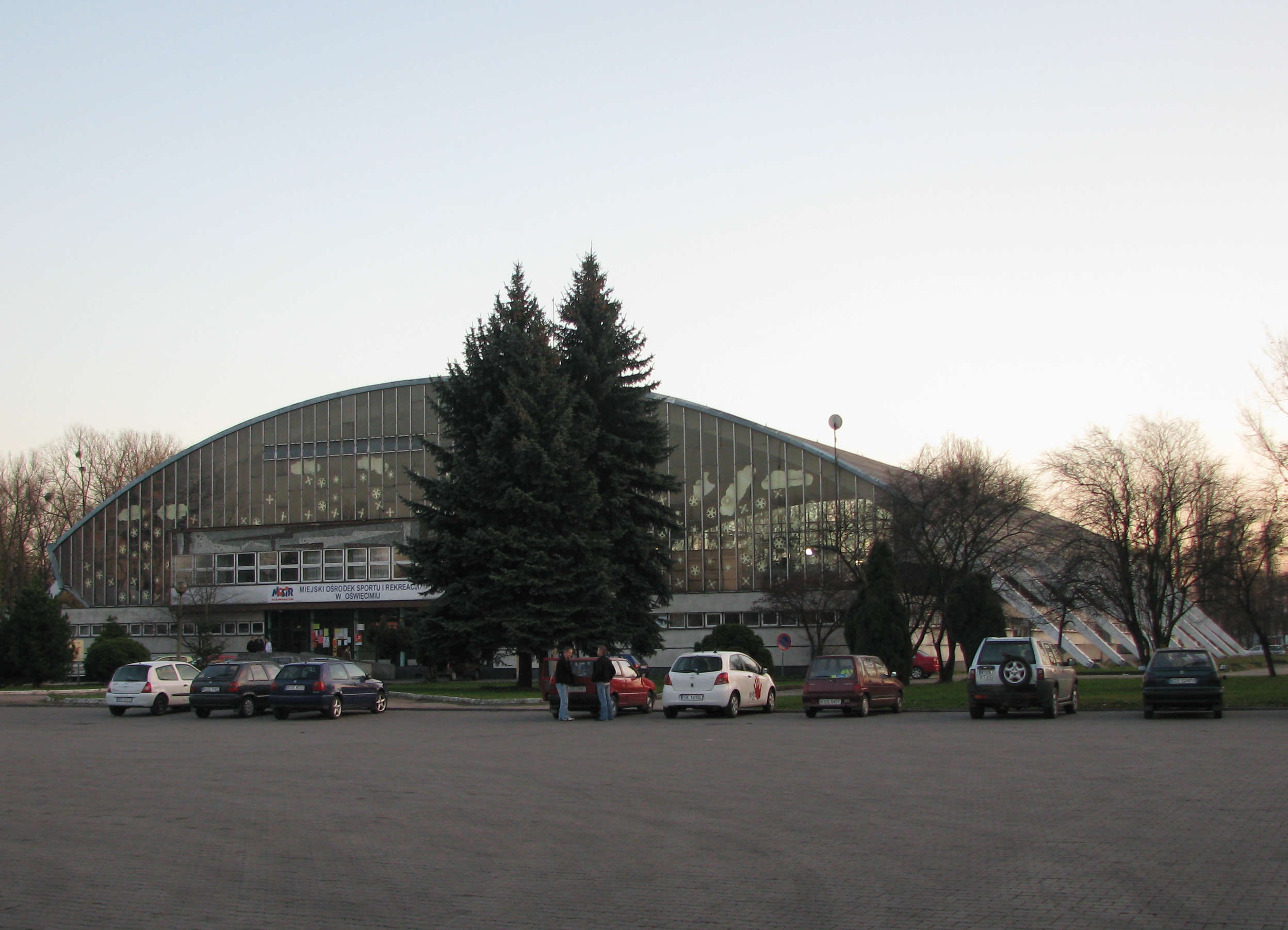

## Erfolge
- Gewinn der Ekstraliga: 1992, 1998, 1999, 2000, 2001, 2002, 2003, 2004, 2024
- Gewinn der I Liga (zweite Spielklasse): 1986, 1987, 2009
- Polnischer Pokalsieger: 2000, 2003